# HD 114570
HD 114570，又名CP-65 2201，SAO 252196、HR 4977，是一颗恒星，视星等为5.9，位于銀經305.09，銀緯-3.44，其B1900.0坐标为赤經13h 6m 11.6s，赤緯-65° -3.44′ 44″。